# مركز جنيف الدولي لإزالة الألغام للأغراض الإنسانية
مركز جنيف الدولي لإزالة الألغام للأغراض الإنسانية (Geneva International Centre for Humanitarian Demining) (GICHD) هي منظمة دولية تعمل في مجال الأنشطة المتعلقة بإزالة الألغام، والحد من مخاطر الذخائر المتفجرة، مع التركيز على الألغام الأرضية والذخائر العنقودية ومخزونات الذخيرة.
يقع مقره في مبنى بيت السلام في جنيف في  سويسرا، وهو مؤسسة غير ربحية من الناحية القانونية في سويسرا.
أسسته الحكومة السويسرية وعدة دول أخرى في أبريل 1998. وفي مارس 2003، أبرم المركز اتفاقية قانونية مع الحكومة السويسرية تضمن استقلاله وحرية عمله.
يضم المركز أكثر من 60 موظفًا ويتم دعمه مالياً من قبل أكثر من 30 حكومة ومنظمة.

## المهمة
يمكّن المركز شركائه من الحد من المخاطر التي تتعرض لها المجتمعات من الذخائر المتفجرة من خلال دعم ونشر المعرفة الضروريو، وتعزيز القواعد والمعايير، وتطوير القدرات، وتسهيل الحوار والتعاون.

## اختصاص المركز
يعتبر المركز مركزاً دولياً يقدم الخبرة والمعرفة في مجال إزالة وإدارة الألغام، ويعمل على دعم وتطبيق المبادئ والحقوق الإنسانية، ويدعم حوالي 40 دولة ومنطقة متضررة كل عام.
ويتركز عمل المركز في أربعة مجالات رئيسية هي: تسهيل الحوار والتعاون، وتقديم الدعم الفني والتدريب، وتعزيز البحث في الإجراءات المتعلقة بالألغام وإدارة الذخيرة، ودعم تطوير القواعد والمعايير الدولية وتنفيذها.
تشمل مجالات اختصاص المركز الألغام المضادة للأفراد، وجميع الأنواع الأخرى من الألغام والذخائر المتفجرة بالمعنى الواسع للمصطلح، بما في ذلك جميع أشكال الألغام والأفخاخ الخداعية والذخائر غير المنفجرة بما في ذلك الذخائر العنقودية والذخائر المتروكة (الذخائر المتفجرة).
يعمل المركز أيضاً في حالات الطوارئ وإعادة الإعمار وحفظ السلام ونزع السلاح وإعادة الإعمار والتنمية. ويقوم بذلك من خلال احترام المسؤولية الأساسية للدول المتضررة عن الأعمال المتعلقة بالألغام، ومن خلال التركيز على الخصائص المحلية وعلى دعم بناء القدرات.

## الشركاء
وللمركز العديد من الشركاء. ويعتبر الشركاء الرئيسيون هم: حكومات الدول والمنظمات الدولية والإقليمية والمنظمات غير الحكومية المحلية والدولية ومراكز البحوث، وكذلك الشركات التجارية العاملة في مجال الأعمال المتعلقة بالألغام والذخائر المتفجرة. 
المنظمات الشقيقة لها هي مركز جنيف للرقابة الديمقراطية على القوات المسلحة ومركز جنيف للسياسة الأمنية.

## الأنشطة
يسعى المركز بالشراكة مع شركاءه الآخرين، إلى توفير دعم وتنمية القدرات المتعلقة بالتعامل مع الألغاء وإزالتها وإجراء البحوث التطبيقية وتطوير المعايير الخاصة بها، وكلها تهدف إلى زيادة أداء واحتراف الأعمال المتعلقة بإزالة وإدارة الألغام.
بالإضافة إلى ذلك، يدعم المركز تنفيذ مواد القانون الدولي ذات الصلة: 

### العمليات الميدانية
أنشطة العمليات الميدانية الرئيسية للمركز هي: 
- الإدارة الإستراتيجية : يدعم المركز السلطات الحكومية في الدول لتطوير وتنفيذ استراتيجياتها وخططها للأعمال المتعلقة بالألغام، بما في ذلك آليات تحديد الأولويات، وإدارة الجودة، وأنشطة التنسيق، والتشريعات، والتوعية بمخاطر الألغام، والبرامج التي تراعي الفوارق بين الجنسين، والربط بين الإجراءات المتعلقة بالألغام والتنمية، بما في ذلك الأهداف الإنمائية للألفية. ويولى المركز اهتمام خاص لمساعدة السلطات الحكومية في الدول على الامتثال لالتزاماتها والتزاماتها المنبثقة عن معاهدة أوتاوا وغيرها من بنود القانون الدولي ذات الصلة.
- التنازل عن الأرض : يطور المركز وينفذ طرقًا آمنة وفعالة من حيث التكلفة للتنازل عن الأراضي من أجل الأعمال المتعلقة بالألغام، لاستخدامها من قبل البلدان والبرامج في هذا المجال. ومن الأمثلة على ذلك مفاهيم التنازل عن الأراضي الموضوعة خصيصًا للبلدان الفردية والتي تتناول متطلبات السياسة الوطنية، فضلاً عن مفاهيم العمليات الميدانية. كما يساعد المركز البلدان والمنظمات في تنفيذ مفاهيم جديدة وأكثر كفاءة للإفراج عن الأراضي.

- إدارة المعلومات: تعتمد الإجراءات المتعلقة بالألغام على الأدلة. من أجل اتخاذ قرارات فعالة وكفؤة وتحديد الأولويات في عمليات إزالة الألغام، من الضروري جمع بيانات دقيقة وفي الوقت المناسب، وتجميع تلك البيانات وتحليلها، وتوفير معلومات جيدة لدعم التخطيط القائم على الأدلة. هذا يتطلب نظام إدارة معلومات قوي وموثوق. ولهذه الغاية، طور المركز نظام إدارة المعلومات للأعمال المتعلقة بالألغام (IMSMA). ويُمكِّن نظام إدارة المعلومات المتعلقة بالأعمال المتعلقة بالألغام شركاء المركز من الاستفادة من المعلومات عالية الجودة من أجل اتخاذ القرارات وإعداد التقارير بكفاءة وبشكل مبني على الأدلة. ويقدم ذلك النظام سلسلة من الأدوات المتكاملة، مثل جمع البيانات المتنقلة، وقاعدة بيانات تلتزم بالمعايير الدولية للأعمال المتعلقة بالألغام، وأدوات تحليل البيانات لرسم الخرائط وإعداد التقارير. ويعمل المركز باستمرار على تكييف نظام إدارة المعلومات ذلك مع أحدث التحسينات التكنولوجية. ولدعم الجهات الفاعلة في الأعمال المتعلقة بالألغام على جميع مستويات القرارات الحاسمة، تم إنشاء أحدث جيل من نظام إدارة المعلومات باسم IMSMA CORE من خلال تكوين أدوات نظم المعلومات الجغرافية (GIS) بشكل أساسي من شركة إزري الأمريكية. ويعتبر نظام IMSMA Core من الأدوات والعمليات التي يمكن تهيئتها لتلائم المتطلبات التشغيلية والتقارير المحددة للبرامج الوطنية، والتي توفر الوصول إلى المعلومات لمجموعة واسعة من أصحاب المصلحة، وتعزز مشاركة المعلومات وتوفر خرائط وتقارير لحظية حول مدى التلوث الإشعاعي. ويعتبر نظام IMSMA Core قويًا للغاية للتحليلات المتقدمة وخط سير العمل ومعالجة الصور والذكاء الاصطناعي والمزيد. كما يقدم جميع المزايا الرئيسية لنظام GIS على الويب، مع كونه مصممًا خصيصًا للعمل المتعلق بالألغام وسير العمل.

- الأساليب الفنية: يقدم المركز الاستشارات والمساعدات الفنية للمشغلين في مجال الأعمال المتعلقة بالألغام، لا سيما في منهجيات المسح التقني وإدارة واستخدام أدوات التطهير مثل إزالة الألغام يدويًا والآلات والكلاب.

### إدارة ونشر المعرفة
- البحث التطبيقي : يقوم المركز بإجراء البحوث التطبيقية بالتعاون مع المنظمات البحثية والمنفذين الميدانيين، مما ينتج عنه نتائج صحيحة وذات مصداقية من خلال الدراسات حول كيفية معالجة برامج مكافحة الألغام المختلفة للمشاكل المشتركة، واقتراح أساليب محسنة.
- تبادل المعلومات : يحدد المركز الموضوعات الحالية والطارئة ذات الأهمية ويحسن عملية التبادل الفعال للمعلومات في الأعمال المتعلقة بالألغام. ويتم إعطاء الفرص للمديرين الميدانيين للأعمال المتعلقة بالألغام والباحثين وأصحاب المصلحة الآخرين للمشاركة بنشاط في كل من المنتديات العادية والمخصصة، بما في ذلك الاجتماعات السنوية لمديري برامج الأعمال المتعلقة بالألغام والمستشارين والشبكات الافتراضية.
- التقييمات : يقوم المركز بإجراء تقييمات لتوثيق أهمية وتأثير وفعالية وكفاءة واستدامة برامج الأعمال المتعلقة بالألغام، وتقديم التوصيات المناسبة لتحسين الأداء، واستخلاص الدروس المستفادة من أجل التوجيه في المستقبل. ويحتفظ المركز بقاعدة بيانات للتقييمات والممارسات المثلى.

### المعايير
المعايير الدولية للأعمال المتعلقة بالألغام (IMAS) هي معايير صادرة عن الأمم المتحدة لتوجيه تخطيط وتنفيذ وإدارة برامج الأعمال المتعلقة بالألغام. وقد تم تطويرها لتحسين السلامة والكفاءة في الأعمال المتعلقة بالألغام من خلال توفير التوجيه ووضع المبادئ، وفي بعض الحالات، من خلال تحديد المتطلبات والمواصفات الدولية. المعايير الدولية للأعمال المتعلقة بالألغام هي إطار عمل لتطوير المعايير الوطنية للأعمال المتعلقة بالألغام (NMAS)، والتي يمكن أن تعكس بدقة أكبر الحقائق والظروف المحلية المحددة في بلد معين. ويدير المركز عملة تطوير ومراجعة المعايير الدولية للأعمال المتعلقة بالألغام بالنيابة عن دائرة الأمم المتحدة للإجراءات المتعلقة بالألغام. 

### دعم نصوص القانون الدولي ذات الصلة
يعمل المركز أيضا عملا قانونيا هاما، فهو يدعم تطوير وتنفيذ نصوص القانون الدولي التي تتصدى للألغام الأرضية والمتفجرات من مخلفات الحرب.

#### اتفاقية حظر الألغام المضادة للأفراد
اتفاقية حظر استخدام وتكديس وإنتاج ونقل الألغام المضادة للأفراد وتدمير تلك الألغام، والمعروفة أيضًا باسم اتفاقية حظر الألغام المضادة للأفراد، وتعتبر أساسية للجهود الرامية إلى إنهاء المعاناة والإصابات التي تسببها عمليات مكافحة الألغام المضادة للأفراد.
وتتضمن الاتفاقية حظراً شاملاً للألغام المضادة للأفراد، وإطار عمل للتصدي للآثار الإنسانية للألغام، وآليات لتسهيل التعاون في تنفيذ الاتفاقية. وأبرمت الاتفاقية في 18 سبتمبر 1997 ودخلت حيز النفاذ في 1 مارس 1999. واعتبارًا من 1 فبراير 2011، انضمت 156 دولة إلى الاتفاقية.  ويتمتع المركز بمركز المراقب في اجتماعات الدول الأطراف في الاتفاقية.
منذ عام 1999، دعم المركز تنفيذ الاتفاقية، وذلك في المقام الأول من خلال استضافة اجتماعات اللجان الدائمة التي أنشأتها الدول الأطراف في الاتفاقية. وفي سبتمبر 2001، كلفت الدول الأطراف مركز جنيف الدولي لإزالة الألغام للأغراض الإنسانية بتقديم دعم معزز لجهودهم من خلال إنشاء وحدة دعم التنفيذ. تشمل واجبات وحدة دعم التنفيذ تقديم الدعم والمشورة لرئاسة اجتماعات الدول الأطراف والرؤساء المشاركين للجنة الدائمة، وتوفير المعلومات حول الاتفاقية وتنفيذها، وتطوير وصيانة مركز التوثيق. ويدير المركز برنامج الرعاية الخاص به، نيابة عن مجموعة من المانحين.
بالإضافة إلى ذلك، وعلى أساس مستمر، يقدم المركز استشارات الخبراء للدول الأطراف بشأن إزالة الألغام، والتوعية بمخاطر الألغام، وتدمير المخزونات. 

#### الاتفاقية المتعلقة بأسلحة تقليدية معينة
تم اعتماد اتفاقية حظر أو تقييد استخدام أسلحة تقليدية معينة يمكن اعتبارها مفرطة الضرر أو عشوائية الأثر، والمعروفة أيضًا باسم الاتفاقية المتعلقة بأسلحة تقليدية معينة (CCW)، في 10 أكتوبر 1980، ودخلت حيز التنفيذ في 2 ديسمبر 1983.
اتفاقية الأسلحة التقليدية هي اتفاقية إطارية مع خمسة بروتوكولات، تحظر أو تقيد استخدام أنواع مختلفة من الأسلحة التي يُعتقد أنها تسبب معاناة غير ضرورية، أو تؤثر على الجنود أو المدنيين بشكل عشوائي. تشمل الأسلحة التي تم تناولها: الأسلحة التي تترك شظايا غير قابلة للكشف في الجسم (البروتوكول الأول - 1980)؛ الألغام والأفخاخ الخداعية والوسائل الأخرى ( البروتوكول الثاني - 1980 المعدل في 1996)؛ الأسلحة الحارقة (البروتوكول الثالث - 1980)؛ أسلحة الليزر المسببة للعمى ( البروتوكول الرابع - 1995)؛ والمتفجرات من مخلفات الحرب ( البروتوكول الخامس - 2003). وحتى 1 فبراير 2011، انضمت 113 دولة إلى الاتفاقية. 
يتمتع المركز بمركز المراقب في اجتماعات الأطراف السامية المتعاقدة التي تُعقد في إطار اتفاقية الأسلحة التقليدية. يتمتع المركز بصفة مراقب ويساعد الأطراف المتعاقدة، بناءً على طلبها، في جهودها لتقليل المعاناة البشرية التي تسببها الألغام الأرضية والأفخاخ الخداعية وغيرها من الأجهزة والمتفجرات من مخلفات الحرب والذخائر العنقودية.
منذ عام 1999، دعم المركز اتفاقية الأسلحة التقليدية، وذلك في المقام الأول من خلال تقديم مشورة الخبراء من أجل تعزيز تطوير الالتزامات الواردة في اتفاقية الأسلحة التقليدية والامتثال لها. بالإضافة إلى ذلك، يدير المركز برنامج رعاية اتفاقية الأسلحة التقليدية، على النحو الذي أوصت به الأطراف السامية المتعاقدة في المؤتمر الاستعراضي الثالث لاتفاقية الأسلحة التقليدية في نوفمبر 2006. 

#### اتفاقية الذخائر العنقودية
دخلت اتفاقية الذخائر العنقودية حيز التنفيذ في 1 أغسطس 2010. اعتبارًا من 1 فبراير 2011، انضمت 51 دولة إلى اتفاقية الذخائر العنقودية.  تحظر الاتفاقية استخدام وإنتاج وتخزين ونقل الذخائر العنقودية. ويدعم المركز الدول الأطراف وأصحاب المصالح الآخرين، بمعرفته وخبرته في تنفيذ اتفاقية الذخائر العنقودية. 

## الموقع

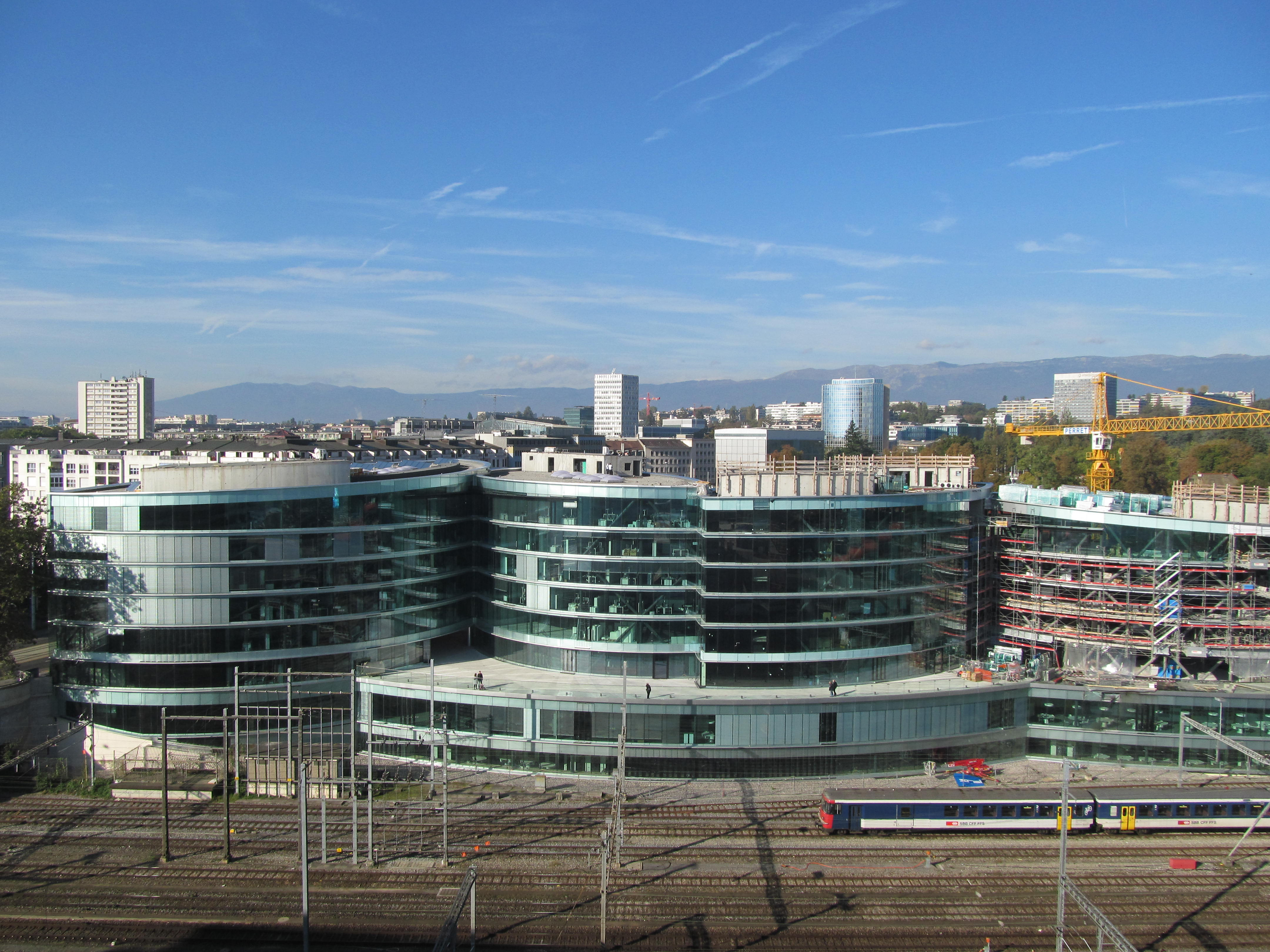
بيت السلام 2013

يقع المقر الرئيسي لمركز جنيف الدولي لإزالة الألغام للأغراض الإنسانية (GICHD) في جنيف في سويسرا في مبنى بيت السلام، الذي يملكه معهد الدراسات العليا للدراسات الدولية والتنمية.  ويضم هذا المبنى كلا من معهد الدراسات العليا ومركز جنيف للسياسة الأمنية (GCSP) ومركز جنيف للرقابة الديمقراطية على القوات المسلحة (DCAF). ويعتبر المبنى الرئيسي في المنطقة المعروفة باسم (حرم السلام). 